# Gamba Osaka 2012
Questa voce raccoglie le informazioni riguardanti il Gamba Osaka nelle competizioni ufficiali della stagione 2012.

## Maglie e sponsor
Vengono confermati il fornitore tecnico Umbro e lo sponsor ufficiale Panasonic.
| Manica sinistra · Manica sinistra · Maglietta · Maglietta · Manica destra · Manica destra · Pantaloncini · Pantaloncini · Calzettoni · Calzettoni | Manica sinistra · Manica sinistra · Maglietta · Maglietta · Manica destra · Manica destra · Pantaloncini · Pantaloncini · Calzettoni |

## Rosa
| N. |                          | Ruolo | Calciatore        |
| -- | ------------------------ | ----- | ----------------- |
| 1  | Giappone (bandiera)      | P     | Yōsuke Fujigaya   |
| 2  | Giappone (bandiera)      | D     | Sōta Nakazawa     |
| 3  | Corea del Sud (bandiera) | D     | Kim Jung-Ya       |
| 5  | Giappone (bandiera)      | D     | Daiki Niwa        |
| 6  | Giappone (bandiera)      | C     | Shigeru Yokotani  |
| 7  | Giappone (bandiera)      | C     | Yasuhito Endō     |
| 8  | Giappone (bandiera)      | C     | Hayato Sasaki     |
| 9  | Brasile (bandiera)       | A     | Rafinha           |
| 10 | Giappone (bandiera)      | C     | Takahiro Futagawa |
| 11 | Brasile (bandiera)       | A     | Paulinho          |
| 13 | Giappone (bandiera)      | C     | Shinichi Terada   |
| 14 | Giappone (bandiera)      | C     | Shū Kurata        |
| 15 | Giappone (bandiera)      | D     | Yasuyuki Konno    |
| 16 | Giappone (bandiera)      | A     | Shōhei Ōtsuka     |
| 17 | Giappone (bandiera)      | C     | Tomokazu Myōjin   |

| N. |                          | Ruolo | Calciatore        |
| -- | ------------------------ | ----- | ----------------- |
| 18 | Giappone (bandiera)      | A     | Shota Kawanishi   |
| 19 | Giappone (bandiera)      | C     | Kōtarō Ōmori      |
| 20 | Giappone (bandiera)      | A     | Akihiro Satō      |
| 21 | Giappone (bandiera)      | D     | Akira Kaji        |
| 22 | Giappone (bandiera)      | P     | Yōhei Takeda      |
| 23 | Giappone (bandiera)      | C     | Takuya Takei      |
| 24 | Giappone (bandiera)      | A     | Kenta Hoshihara   |
| 25 | Giappone (bandiera)      | C     | Hiroyuki Abe      |
| 26 | Giappone (bandiera)      | D     | Takaharu Nishino  |
| 27 | Giappone (bandiera)      | D     | Tatsuya Uchida    |
| 28 | Giappone (bandiera)      | D     | Katsuhisa Inamori |
| 29 | Giappone (bandiera)      | P     | Atsushi Kimura    |
| 30 | Brasile (bandiera)       | D     | Eduardo           |
| 31 | Giappone (bandiera)      | P     | Ken Tajiri        |
| 37 | Corea del Sud (bandiera) | A     | Lee Seung-Yeoul   |

## Statistiche

### Statistiche di squadra
| Competizione           | Punti | Totale | Totale | Totale | Totale | Totale | Totale | DR |
| Competizione           | Punti | G      | V      | N      | P      | Gf     | Gs     | DR |
| ---------------------- | ----- | ------ | ------ | ------ | ------ | ------ | ------ | -- |
| J. League Division 1   | 38    | 34     | 9      | 11     | 14     | 67     | 65     | +2 |
| Coppa Yamazaki Nabisco | -     | 2      | 0      | 0      | 1      | 2      | 5      | -3 |
| Coppa dell'Imperatore  | -     | 6      | 5      | 0      | 1      | 9      | 4      | +5 |
| AFC Champions League   | -     | 6      | 1      | 0      | 5      | 5      | 13     | -8 |
| Totale                 | -     | 48     | 15     | 11     | 21     | 84     | 87     | -3 |